# Gundula
Gundula ist ein weiblicher Vorname. Er ist von Gudula zu unterscheiden. In den 1960er Jahren gehörte er zu den 200 am häufigsten vergebenen Vornamen für Neugeborene.

## Herkunft und Bedeutung
1. eine alte deutsche Kurzform von mit -gunda oder -gunde endenden Namen, abgeleitet vom althochdeutschen Wort gund, welches Kampf bedeutet
2. eine skandinavische Variante von Gunda oder Gunn, die vom altnordischen Wort gunnr (für Kampf, Streit oder Krieg) abgeleitet sind
3. (latinisierte) Form von Gudrun, althochdeutsch für „kämpferische Geheimnisvolle“ oder altnordisch für „das Geheimnis der Götter kennend“

## Namenstag
Namenstag ist der 6. Mai.

## Namensträgerinnen
- Gundula (Heilige), Märtyrerin des 3. Jahrhunderts, † in der Nähe von Mailand
- Gundula Barsch (* 1958), deutsche Soziologin, Sozialpädagogin und Drogenforscherin
- Gundula Bavendamm (* 1965), deutsche Historikerin und Kulturmanagerin
- Gundula „Gundi“ Busch (1935–2014), erste deutsche Weltmeisterin im Eiskunstlaufen
- Gundula Diel (* 1941), deutsche Leichtathletin
- Gundula Gause (* 1965), deutsche Fernsehmoderatorin
- Gundula Heinatz (* 1969), deutsche Schachspielerin
- Gundula Janowitz (* 1937), österreichische Opernsängerin (Sopran)
- Gundula Köster (* 1966), deutsche Schauspielerin und Hörspielsprecherin
- Gundula Korte (* 1930), deutsche Schauspielerin
- Gundula Kreuzer (* 1975), deutsche Musikwissenschaftlerin
- Gundula Niemeyer (* 1978), deutsche Schauspielerin
- Gundula Petrovska (1943–2017), deutsche Schauspielerin
- Gundula Rapsch (1963–2011), deutsche Schauspielerin
- Gundula Roßbach (* 1964), deutsche Juristin, Rentenversicherungs-Präsidentin
- Gundula Schulze Eldowy (* 1954), deutsche Fotografin
- Gundula Madeleine Tegtmeyer, deutsche Journalistin und Fotografin

## Literarische Figuren
- Gundula – Titelfigur einer Kinderbuch-Reihe von Vera Weyden
- Gundula – Titelfigur einer Romanreihe von Marie Louise Fischer
- Gundula Brachvogel – Figur aus der Fernsehserie Spreepiraten, gespielt von Brigitte Mira
- Gundula "Gundi" Bacher – Figur aus der Fernsehserie Schlawiner, gespielt von Suse Lichtenberger
- Gundula Bundschuh – Figur aus der Fernsehfilmreihe Familie Bundschuh, gespielt von Andrea Sawatzki

## Nebenformen
Weibliche Varianten:
- Gonda (deutsch)
- Gönke (nordfriesisch)
- Gönna (deutsch)
- Göntje (westfriesisch, niederländisch)
- Gunda (deutsch, skandinavisch)
- Gunde (deutsch, schwedisch)
- Gundel (deutsch)
- Gundela (deutsch)
- Gundi (deutsch)
- Gunhild (deutsch, skandinavisch, färöisch)
- Gunilla (schwedisch)
- Gun(nur) (skandinavisch, isländisch)
- Gunvor / Gunnvör (skandinavisch, isländisch, färöisch)

Männliche Varianten:
- Gunde (deutsch, schwedisch)
- Gunder (deutsch, skandinavisch)
- Gundolf
- Gunnar (deutsch, skandinavisch, isländisch, färöisch)
- Gun(nur) (skandinavisch, isländisch)
- Gunther (deutsch)
- Günther (deutsch)